# Mooresburg
Mooresburg – jednostka osadnicza w Stanach Zjednoczonych, w stanie Tennessee, w hrabstwie Hawkins.